# Tuffi dalle grandi altezze ai campionati mondiali di nuoto 2024 - Maschile
La gara dei tuffi dalle grandi altezze maschile dei campionati mondiali di nuoto 2024 è stata disputata il 13 e 15 febbraio 2024 presso il Doha Port di Doha, in Qatar.  La gara, a cui hanno preso parte 27 atleti provenienti da 16 nazioni, si è svolta in un unico turno diviso in due giornate, in ognuna delle quali l'atleta ha eseguito due tuffi, per un totale di quattro. Il punteggio finale è dato dalla somma di tutti i tuffi.
La competizione è stata vinta dal britannico Aidan Heslop, mentre l'argento e il bronzo sono andati rispettivamente al francese Gary Hunt e al rumeno Cătălin Preda.

## Programma
| Data             | Ora (UTC+9) | Turno     |
| ---------------- | ----------- | --------- |
| 13 febbraio 2024 | 14:02       | Tuffi 1-2 |
| 15 febbraio 2024 |             | Tuffo 3   |
| 15 febbraio 2024 |             | Tuffo 4   |

## Risultati
| Pos.    | Atleta               | Nazionalità   | Tuffo 1 | Tuffo 2 | Tuffo 3 | Tuffo 4 | Totale |
| ------- | -------------------- | ------------- | ------- | ------- | ------- | ------- | ------ |
| Oro     | Aidan Heslop         | Gran Bretagna | 71.40   | 115.05  | 84.60   | 151.90  | 422.95 |
| Argento | Gary Hunt            | Francia       | 75.60   | 129.85  | 88.20   | 119.60  | 413.25 |
| Bronzo  | Cătălin Preda        | Romania       | 77.00   | 103.70  | 91.80   | 137.70  | 410.20 |
| 4       | James Lichtenstein   | Stati Uniti   | 58.80   | 120.40  | 70.20   | 127.20  | 376.60 |
| 5       | Yolotl Martínez      | Messico       | 71.40   | 106.60  | 82.80   | 102.50  | 363.30 |
| 6       | Sergio Guzmán        | Messico       | 67.20   | 103.20  | 90.00   | 96.75   | 357.15 |
| 7       | Carlos Gimeno        | Spagna        | 71.40   | 103.60  | 84.60   | 95.40   | 355.00 |
| 8       | Constantin Popovici  | Romania       | 54.60   | 113.10  | 91.80   | 81.00   | 340.50 |
| 9       | Andrea Barnaba       | Italia        | 64.40   | 98.40   | 86.40   | 75.85   | 325.05 |
| 10      | Oleksiy Pryhorov     | Ucraina       | 54.60   | 112.20  | 90.00   | 62.10   | 318.90 |
| 11      | Miguel García Celis  | Colombia      | 57.40   | 115.15  | 81.00   | 64.40   | 317.95 |
| 12      | Davide Baraldi       | Italia        | 50.40   | 98.40   | 84.60   | 82.00   | 315.40 |
| 13      | David Colturi        | Stati Uniti   | 60.20   | 78.20   | 79.20   | 85.10   | 302.70 |
| 14      | Braden Rumpit        | Nuova Zelanda | 49.00   | 70.40   | 68.40   | 114.40  | 302.20 |
| 15      | Pierrick Schafer     | Svizzera      | 50.40   | 73.80   | 68.40   | 94.60   | 287.20 |
| 16      | Scott Lazeroff       | Stati Uniti   | 64.40   | 60.20   | 81.00   | 81.00   | 286.60 |
| 17      | Víctor Ortega        | Colombia      | 40.60   | 83.25   | 68.40   | 75.25   | 267.50 |
| 18      | Vadym Nevinhlovskyi  | Ucraina       | 51.80   | 54.05   | 64.75   | 94.35   | 264.95 |
| 19      | Zach Picton          | Australia     | 50.40   | 86.00   | 61.20   | 64.75   | 262.35 |
| 20      | Juan Manuel Gil      | Colombia      | 47.60   | 67.65   | 77.40   | 48.30   | 240.95 |
| 21      | Frédéric Gagné       | Canada        | 39.20   | 57.00   | 68.40   | 73.80   | 238.40 |
| 22      | Manuel Halbisch      | Germania      | 43.40   | 55.50   | 51.00   | 68.40   | 218.30 |
| 23      | Choi Byung-hwa       | Corea del Sud | 43.40   | 68.40   | 56.10   | 49.40   | 217.30 |
| 24      | Jean-David Duval     | Svizzera      | 42.00   | 65.60   | 48.60   | 48.30   | 204.50 |
| 25      | Jucelino Lima        | Brasile       | 44.80   | 49.20   | 64.80   | 34.10   | 192.90 |
| –       | Matthias Appenzeller | Svizzera      | 44.80   | dnf     | dnf     | dnf     | dnf    |
| –       | Tim Thesing          | Germania      | 5.60    | dnf     | dnf     | dnf     | dnf    |